# Панфиловский район (Кыргызстан)
Панфиловский район (кирг. Панфилов району) — административно-территориальная единица в составе Чуйской области Кыргызстана.
Площадь района составляет 4861 км², численность населения — 41 754 человека (2009). Административный центр — город Каинды (кирг. Кайыңды).
Район находится на крайнем западе Чуйской области, состоя из двух частей, разделённых территорией Таласской области.

## История
Панфиловский район был образован 2 апреля 1942 года в составе Фрунзенской области путём разукрупнения Калининского района. 27 января 1959 года район передан в прямое подчинение Киргизской ССР. 26 ноября 1959 года упразднён с передачей территории в Калининский район. 19 апреля 1977 года район был восстановлен.

## Население
По данным переписи населения Кыргызстана 2009 года, киргизы составляют 28 736 человек из 41 754 жителей района (68,8 %), русские — 7418 человек (17,8 %), казахи — 1110 человек (2,7 %), украинцы — 878 человек (2,1 %), турки — 787 человек (1,9 %), узбеки — 754 человек (1,9 %), таджики — 459 человек (1,1 %).

## Административно-территориальное деление
- Городские населённые пункты:
  - Город Каинды.
- Сельские населённые пункты (сёла), входящие в 6 аильных (сельских) округов[4][5]:
  - Вознесеновский аильный округ: с. Вознесеновка, Орто-Кайырма, Эркин-Сай;
  - Аильный округ Курама: с. Панфиловское, Джайылма, Орто-Арык, Эфиронос;
  - Кюрпюльдекский аильный округ: с. Кюрпюльдек, имени Кирова, Ровное;
  - Ортоевский аильный округ: с. имени Тельмана, Букара, Кум-Арык;
  - Фрунзенский аильный округ: с. Чалдыбар, Чолок-Арык, Чорголу;
  - Чалдыбарский аильный округ: с. Первомайское, Озёрное, Октябрьское, Ойронду.